# Eucalyptus calcicola
Eucalyptus calcicola là một loài thực vật có hoa trong Họ Đào kim nương. Loài này được Brooker mô tả khoa học đầu tiên năm 1974.